# 3107 Weaver
A 3107 Weaver (ideiglenes jelöléssel 1981 JG2) a Naprendszer kisbolygóövében található aszteroida. Carolyn Shoemaker fedezte fel 1981. május 5-én.